# Amt Querfurt

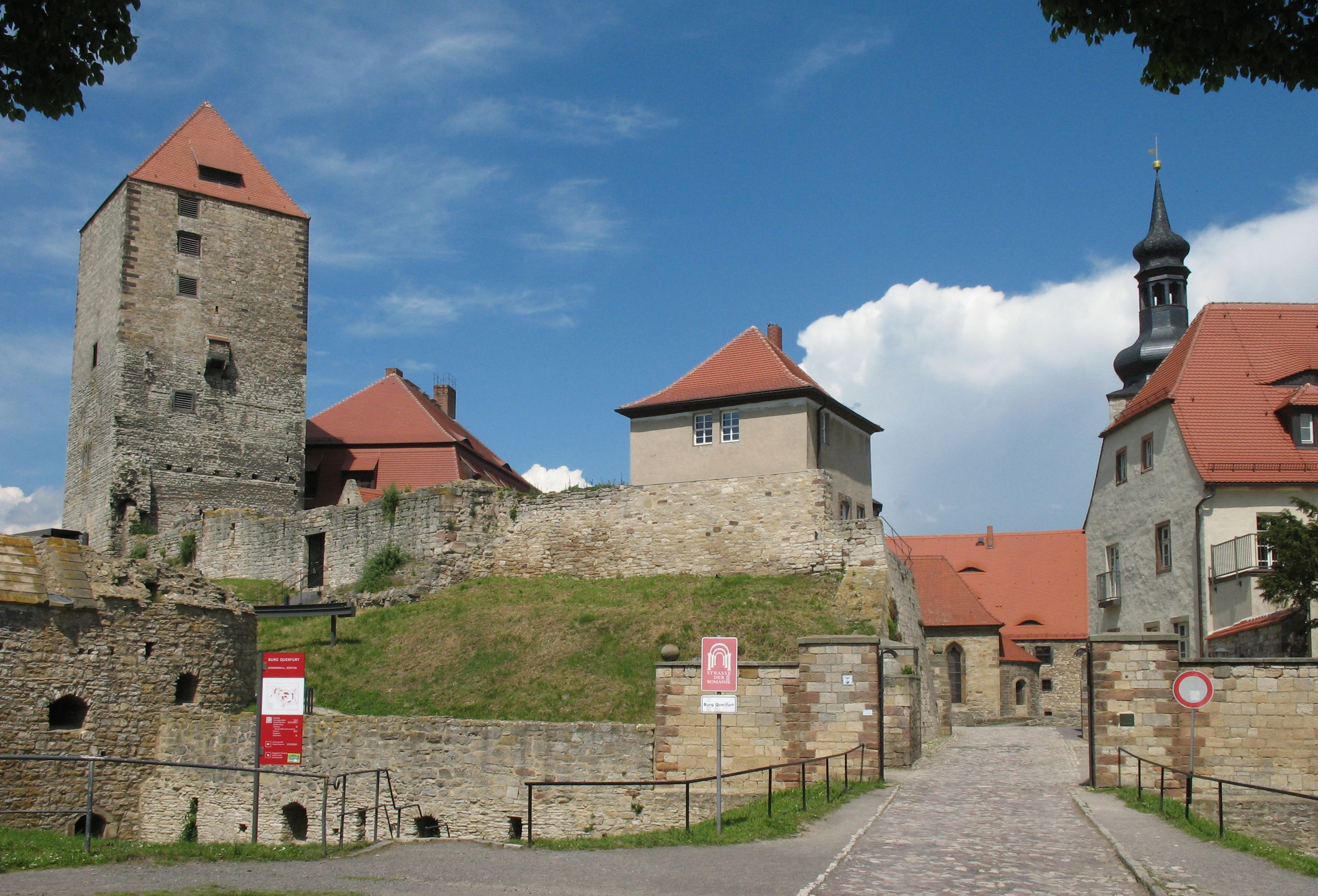
Burg Querfurt – Sitz des Amtes

Das Amt Querfurt war eine im Thüringer Kreis gelegene Verwaltungseinheit des 1806 in ein Königreich umgewandelten Kurfürstentums Sachsen. Von 1657 bis 1746 gehörte das Amt zum albertinischen Sekundogenitur Fürstentum Sachsen-Weißenfels.
Bis zur Abtretung an Preußen 1815 bildete es als sächsisches Amt den räumlichen Bezugspunkt für die Einforderung landesherrlicher Abgaben und Frondienste, für Polizei, Rechtsprechung und Heeresfolge.

## Geographische Lage
Das Amt Querfurt erstreckte sich im Norden des Thüringer Beckens im Westen des heutigen Saalekreises. Hauptsitz des Amtes war die frühere Residenzstadt der Edlen Herren von Querfurt, Querfurt.

## Geschichte
Das Amt Querfurt war nach dem Aussterben der Edlen Herren von Querfurt von 1496 bis 1635 magdeburgisch, bevor es unter Kurfürst Johann Georg I. an das Kurfürstentum Sachsen kam.
Von 1657 bis 1746 gehörte das Amt Querfurt zum albertinischen Sekundogenitur-Fürstentum Sachsen-Weißenfels, wobei es ab 1686 hinsichtlich der Wirtschaft und Justiz dem Fürstentum Sachsen-Querfurt unterstand.
Das Amt Querfurt gehörte zu jenen Gebieten, die das ab 1806 bestehende Königreich Sachsen nach dem Wiener Kongress 1815
komplett an das Königreich Preußen abtreten musste. In der so entstandenen preußischen Provinz Sachsen wurde das Amt Querfurt (seit ca. 1784 untergliedert in Rent- und Justizamt) endgültig 1821 aufgelöst, wobei vom Justizamtmann bereits zuvor das Amt Sittichenbach mitverwaltet wurde. Die Aufgaben des Amtes Querfurt gingen an das 1816 neugebildete Landratsamt Querfurt über.

## Bestandteile

### Patrimonialgerichte
- Farnstädt
- Gatterstädt
- Leimbach
- Lodersleben
- Obhausen, Johannis
- Obhausen, Nicolai
- Obhausen, Petri
- Weidenthal (heute: Weidenbach)

## Kartographische Darstellungen
- Peter Schenk der Jüngere: Accurate geographische Delineation der Graffschafft Mannsfelt sowohl chur sächsisch: als brandenb. Hoheit benebst denen Aemtern Sangerhausen, Querfurth, Sittichenbach, Allstædt und andern angrentzenden Gegenden, 1760